# Station Reinbek
Station Reinbek (Bahnhof Reinbek) is een spoorwegstation in de Duitse plaats Reinbek, in de deelstaat Sleeswijk-Holstein. Het station is onderdeel van de S-Bahn van Hamburg aan de spoorlijn Hamburg Hauptbahnhof - Aumühle.

## Indeling
Het station telt één eilandperron met twee perronsporen. Langs het station lopen sporen van de doorgaande spoorlijn Berlijn - Hamburg. Het perron is over een klein deel overkapt. In het midden van het perron is er een trap en een lift naar de tunnel onder de sporen. Aan het noorden van de sporen ligt een klein stationsgebouw. Ten oosten van dit gebouw ligt er een klein busstation. Ook vanaf de Ladestraße aan de zuidkant is toegang tot het station mogelijk.

## S-Bahnlijn
De volgende S-Bahnlijn doet het station Reinbek aan:
| Serie | Treinsoort        | Route                                                                          | Bijzonderheden |
| ----- | ----------------- | ------------------------------------------------------------------------------ | -------------- |
|       | S-Bahn (DB Regio) | Altona – Dammtor – Hauptbahnhof – Berliner Tor – Bergedorf – Reinbek – Aumühle |                |